# 马坦萨斯 (智利)
马坦萨斯（西班牙語：Matanzas）是秘鲁的一座沿海村镇，位于奥伊金斯将军解放者大区卡德納爾卡羅省的纳维达德。其距智利首都圣地亚哥约160（99英里）车程，以灰色沙滩与终年大风著名，尤其适宜冲浪运动。

## 历史
马坦萨斯是智利殖民时期著名的港口，西班牙负责占领智利中部地区的船队常于此处停靠。此外海盗亦在该地区十分活跃。
马坦萨斯之名在西班牙语中意为“屠宰”，源于当地对海狮的捕猎及加工。